# Rutidea lujae
Rutidea lujae är en måreväxtart som beskrevs av De Wild.. Rutidea lujae ingår i släktet Rutidea och familjen måreväxter.
Artens utbredningsområde är Kongo-Kinshasa. Inga underarter finns listade i Catalogue of Life.